# Moscheea Al-Aqsa
Moscheea Al-Aqsa sau Moscheea Al-Qibli (în arabă, المسجد الاقصى, Al-Masjid Al-Aqsa, literalmente „moscheea cea mai îndepărtată”, sau Jami al Aqsa, sau  المصلى القبلي, Musalla al Qibli; în ebraică: מסגד אל אקצה Misgad Al Aqsa) este un lăcaș de cult islamic prevăzut cu o cupolă de argint, care face parte din complexul religios musulman Al Haram al Qudsi ash-Sharif (الحرم القدسي الشريف „Sanctuarul nobil din Ierusalim”) sau Al Haram ash Sharif de pe Muntele Templului din Ierusalim.
Tradiția musulmană afirmă că acesta este muntele unde patriarhul Ibrahim (Avraam) a vrut să-l sacrifice pe fiul său Ismail), după porunca divină, și aici a ajuns mai târziu prorocul Muhammad, fondatorul islamului, în călătoria sa nocturnă pornită din Mecca. El ar fi urcat din acest loc spre cer pentru a vorbi cu trimisul lui Dumnezeu, îngerul Jibril (Gabriel). Acest fapt face ca moscheea să fie cel de-al treilea ca importanță loc sfânt al religiei islamice.
Musulmanii și arabii obișnuiesc să numească într-un sens larg „Moscheea Al Aksa” întreg complexul Al Haram Al Sharif de pe Muntele Templului, care include și Domul Stâncii, 17 porți și patru minarete în cele patru colțuri ale Muntelui, în vreme ce în lume denumirea Al Aqsa este folosită mai ales cu sens restrâns - pentru clădirea moscheii cu cupola de argint. Aceasta este denumită de arabi Al Qibli și, spre deosebire de alte moschei, nu are un minaret propriu, minaretele care o slujesc fiind cele patru minarete exterioare de pe munte.
Sanctuarul islamic a fost construit pe locul unde se crede că au fost ruinele templului iudeu din Ierusalim, care a fost distrus de romani în anul 70 d.Hr.
Moscheea a fost la început un mic locaș de rugăciune întemeiat de califul Omar, dar a fost reconstruită și mult lărgită de califul omeiad Abd al-Malik, zidirea ei fiind încheiată în anul 705 de fiul acestuia, califul Al-Walid. După ce clădirea a fost greu afectată de cutremurul din anul 746, ea a fost reclădită de califul abbasid Al-Mansur. Succesorul acestuia, Al-Mahdi, a renovat-o în anul 780.Un cutremur din  anul 1033 a distrus-o iarăși și după doi ani în 1035 moscheea a fost reclădită în forma ei actuală de către califul fatimid Ali az-Zahir. 
Moscheea Al-Aqsa este cea mai mare moschee din Ierusalim, poate găzdui 5000 de persoane în ea și în jur. Este construită într-un amestec de stiluri. În timpul Regatului cruciat al Ierusalimului , moscheea a fost utilizată ca un palat și a fost numită Templul lui Solomon. 
În epoca contemporană a fost uneori ținta unor atentate ale unor fanatici creștini sau evrei, dar de cele mai multe ori, încercări de acest fel au fost împiedicate de către serviciile de securitate israeliene.
În apropierea moscheii se află și Zidul Plângerii sau Zidul de vest, principalul loc sfânt al evreilor, care a devenit din anii 1920 un "punct fierbinte" în jurul căruia au izbucnit confruntări între musulmani și evrei. După cucerirea Muntelui Templului de către Israel în 1967, în timpul tulburărilor produse în sânul populației arabe în anii 1987-1995 și apoi în anii 2001-2004 și mai târziu au avut loc mai multe incidente în cursul cărora musulmani au aruncat de pe munte cu pietre asupra evreilor în timp ce aceștia se rugau în fața zidului. Câteva mici organizații de evrei extremiști, între care cea numită "Credincioșii Muntelui Templului", propovăduiesc ținerea de ceremonii religioase evreiești pe esplanada Muntelui Templului și urmăresc reconstruirea Templului iudeu, ațâțând la rândul lor panica și ostilitățile. 
Organizația militantă teroristă Brigăzile Martirilor Al-Aqsa legată de organizația palestiniană „Al Fatah” și-a luat după anul 2000 numele de la Moscheea Al Aqsa, ideologia ei fiind alimentată de zvonurile permanente cultivate din anii 1920 în rândurile arabilor palestineni despre presupuse conspirații ale evreilor în vederea dărâmării moscheii. Lupta națională palestineană și militantismul religios islamist sunt înfierbântate adesea de lozinca „Moscheea al Aqsa e în primejdie!”. Pe acest fond, vizita efectuată de Ariel Sharon în toamna anului 2000 în preajma moscheii, a fost pentru palestineni motivul declarat al declanșării celei de-a doua Intifadă, de asemenea, cunoscută sub numele de Intifada Al-Aqsa.

## Etimologia
Moscheea Al-Aqsa se traduce din arabă în română drept "moscheea cea îndepărtată", numele său se referă la un capitol din Coran numit "Călătoria de noapte", în care se spune că profetul Muhammad a plecat de la Mecca la "cea mai îndepartată moschee" și apoi până în Rai pe un fel de cal zburător numit Al-Buraq al-Sharif (Nobilul Fulger). "cea mai îndepărtată", așa cum este folosit în acest context înseamnă "cea mai îndepărtată de Mecca".

## Istorie

### Epoca iudaică, romană și bizantină
Conform tradiției evreilor, care au deținut în antichitate muntele pe care ulterior a fost construită Moscheea Al-Aqsa, aici a stat inițial Templul din Ierusalim. Distrugerea primului templu, cunoscut sub numele de Templul lui Solomon, este atribuită babilonienilor, în 587 î.Hr . Nu s-au găsit încă dovezi fizice care să ateste prezența structurii din secolele al X-lea - al VI-lea. Construirea în acelaș loc a celui de-al doilea Templu a început în timpul regelui persan Cirus cel Mare. El fost reclădit și lărgit de Irod cel Mare și urmașii lui, dar acest templu a fost distrus de către generalul roman (apoi împăratul) Titus în 70 e.n. După tradiția evreiască, a rămas din el un zid exterior de Vest, cunoscut de mulți ca Zidul plângerii. În timpul lui Constantin cel Mare a fost zidita pe Munte o biserică creștină, iar mai apoi pe ruinele ei, împăratul Iustinian (527-565) a construit în 530 o nouă biserică în stil bizantin, care a purtat numele de "Biserica Maicii Domnului". Biserica a fost mai târziu distrusă de către perșii sasanizi.

### Construirea

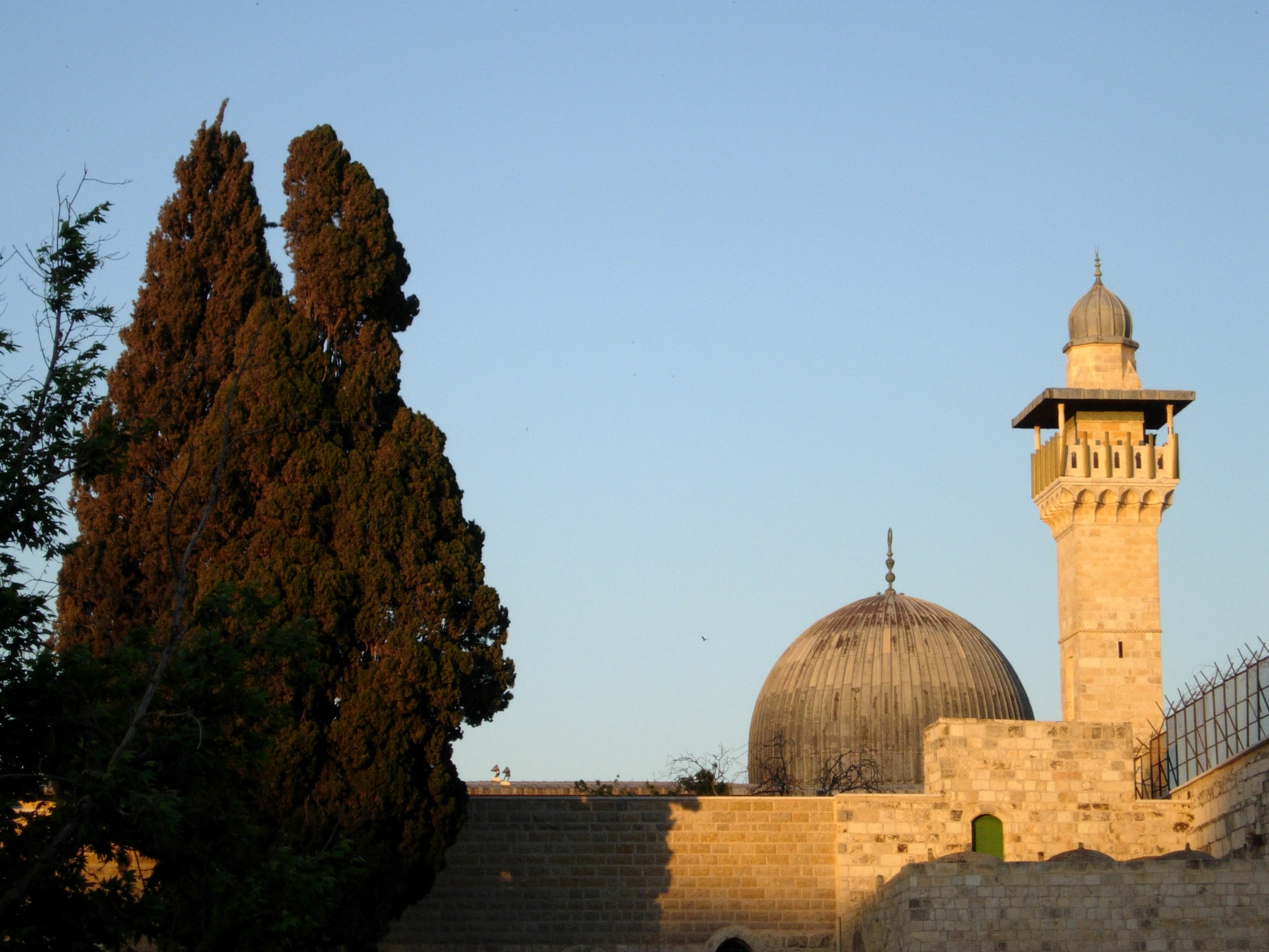
Moschea pe latura sudică a Muntelui Templului

Nu se cunoaște exact data când a fost zidită Moscheea Al-Aqsa, dar este sigur că aceasta s-a întâmplat la începutul anilor cuceririi arabe în Palestina, sub domnia califilor omeiazi. Sursele contemporane musulmane cât și evreiești record că sit-ul era în ruină și a fost acoperit cu gunoi de bizantinii creștini, cele două comunități participând la curățenie.
Istoricul arhitectural K.A.C. Creswell, referinduse la mărturia unui călugăr galic, Arculf, care a fost în pelerinaj în Palestina între 679-82, ia act de faptul că este posibil ca Omar I să fi ridicat o construcție primitivă de o capacitate de 3000 de credincioși undeva pe Muntele Templului. Arculf, cu toate acestea, a vizitat Palestina în timpul domniei lui Mu'awiyah I, și este posibil ca Mu'awiyah să fi ordonat construirea, nu Omar. Această ultimă afirmație este susținută în mod explicit de către primii musulmani bursieri al-Muthannar bin Tahir.

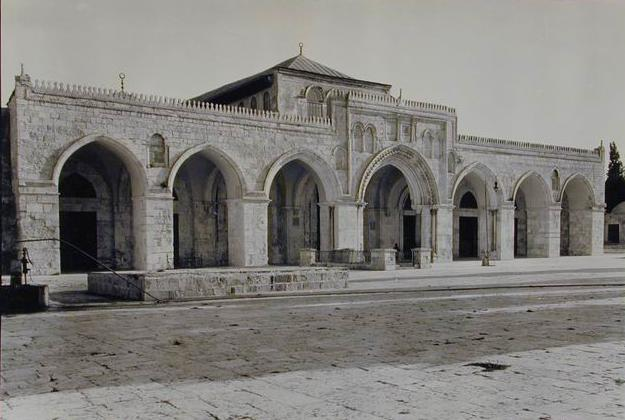
Faţada moscheii

Conform mai multor cărturari musulmani, inclusiv Mujir ad-Din, Al-Suyuti, și Al-Muqaddasi, moscheea a fost reconstruită si extinsă de califul Abd al-Malik ibn Marwan, în 690, împreună cu Cupola Stâncii. Se susține că Abd al-Malik a utilizat materialele de la ruinele Bisericii Maicii Domnului pentru a construi moscheea. În 713-714, o serie de cutremure a devastat Ierusalimul, distrugând partea de est a moscheii, ulterior, a fost reconstruit în timpul lui Al-Walid. În vederea finanțării reconstrucției sale, Al-Walid a folosit aurul de la cupola stâncii pentru a cumpăra materiale.